# Хорватская весна
Хорватская весна (хорв. Hrvatsko proljeće, также именуется в хорватской литературе «массовое движение», хорв. masovni pokret, MASPOK) — политическое движение, возникшее в Хорватии в начале 1970-х годов и ставившее своей целью расширение прав хорватов в федерации СФРЮ, а также проведение демократических и экономических реформ. Участники движения протестовали против «вытягивания» экономически отсталых регионов Югославии, таких как Косово, за счёт урезания бюджета и политических прав в Хорватии.
Моментом возникновения можно считать публикацию в 1967 году «Декларации о статусе и названии хорватского стандартного языка» (хорв. Deklaracija o nazivu i položaju hrvatskog književnog jezika), которую подписали влиятельные хорватские поэты и лингвисты (Мирослав Крлежа, Радослав Катичич, Томислав Ладан, Далибор Брозович). Формальным предлогом было навязывание сербохорватскому языку сербских норм, хотя формально сербская и хорватская нормы были равноправны. В большинстве словарей, изданных за пределами Хорватии, специфические хорватские слова, а тем более особенности правописания не отражались или отражались с пометкой «региональное слово». Дискуссия о языке привела к спонтанному возникновению массового движения за расширение прав Хорватии в югославской федерации, получившего широкую поддержку среди студентов.
Требования хорватских активистов раздражали правительство Тито; хотя Тито никогда не запрещал проявления умеренного национализма, в то же время он опасался, что дискуссия о правах различных народов Югославии вскроет старые споры, оставшиеся со времён Второй мировой войны.
Иногда раздавались призывы к децентрализации экономики, что бы позволило Хорватии сохранить у себя более высокую часть прибыли от туризма. По утверждениям ряда националистов, в среднем более 50 % валютной выручки приходило в Югославию через Хорватию, однако сама Хорватия получала только 7 %. Отказавшись от зависимости от федерального банка Югославии, Хорватия потеряла бы субсидии из федерального фонда помощи отстающим регионам, однако ввиду того, что Хорватия была намного богаче других республик (за исключением Словении), она использовала только 16,5 % денег из федерального фонда солидарности в период 1965—1970, тогда как Сербия использовала 46,6 % почти исключительно для своего слабо развитого региона Косово, который в то же время имел высокую степень автономии. Высказывалась критика и по поводу монополии Югославского инвестиционного банка и Банка внешней торговли в Белграде на все иностранные инвестиции и внешнюю торговлю. Подвергалась критике практика, когда призванные на службу в Югославскую народную армию служили не в своей родной республике, а в других местах.
Хорваты также высказывали протесты в связи с растущей экономической эмиграцией в страны Западной Европы. По их мнению, федеральное правительство делало мало, чтобы прекратить подобные тенденции.
Движение организовало демонстрации в Загребе в 1971 году, в которых участвовали тысячи студентов.
Три хорватских лингвиста — Степан Бабич, Божидар Финка и Милан Могуш — опубликовали в 1971 году руководство по грамматике и правописанию, озаглавленное Hrvatski pravopis («Хорватская орфография»). Сам термин — вместо официального «сербскохорватский» — был вызовом. Книга была немедленно запрещена, однако одна из копий попала в Лондон, где была опубликована.
Руководство Югославии и СКЮ восприняло движение как возрождение хорватского национализма и бросило милицию на подавление демонстраций. Тито снял с должностей наименее лояльных сторонников, таких, как Савка Дабчевич-Кучар, Мико Трипало и Драгутин Харамия, а также провёл чистку в Хорватской компартии и местной администрации. Многие студенческие активисты были арестованы, некоторые даже приговорены к лишению свободы. Среди арестованных в те годы были оба будущих президента Хорватии Франьо Туджман и Степан Месич, а также журналист-диссидент Бруно Бушич.
Ряд участников тех событий стали известными политиками после падения коммунистического режима в Югославии. Иван Звонимир-Чичак стал лидером хорватского Хельсинкского комитета по правам человека. Дражен Будиша возглавил Хорватскую социал-либеральную партию. Савка Дабчевич-Кучар, Мико Трипало и Драгутин Харамия стали основателями новой Хорватской народной партии.
В 1974 году была принята новая федеральная конституция, дававшая больше автономии национальным республикам.
Четвёртое издание «Хорватской орфографии» Бабича, Финки и Могуша считается в настоящее время стандартной грамматикой хорватского языка.